# Тальниковая (приток Контылькы)
Тальниковая — река в России, протекает по территории Красноселькупского района Ямало-Ненецкого автономного округа. Устье реки находится в 101 км по левому берегу реки Контылькы. Длина реки составляет 13 км. 

## Данные водного реестра
По данным государственного водного реестра России относится к Нижнеобскому бассейновому округу, водохозяйственный участок реки — Таз, речной подбассейн реки — Подбассейн отсутствует. Речной бассейн реки — Таз.
По данным геоинформационной системы водохозяйственного районирования территории РФ, подготовленной Федеральным агентством водных ресурсов:
- Код водного объекта в государственном водном реестре — 15050000112115300063761
- Код по гидрологической изученности (ГИ) — 115306376
- Код бассейна — 15.05.00.001
- Номер тома по ГИ — 15
- Выпуск по ГИ — 3